# Josip Kajetan Knežić
Josip Kajetan Knežić (Petrinja, 15. veljače 1786. – Senj, 15. rujna 1848.) bio je hrvatski vojni graditelj rodom iz Petrinje. Nosio je čin bojnika (nje. Major) u austrijskoj vojsci i samouki inženjer.  Dužnost je obnašao po Dalmaciji i sjevernom hrvatskom primorju. Osobito je bio poznat po gradnji cesta u kršu. Osim po gradnji cesta, hrvatsku je arhitekturu zadužio kamenim česmama i granitnim obeliscima koje je posijao uz Josipovu cestu, mostovima, vijaduktima, zavojima ceste. Brojni starorimski drumovi na koje je nailazio gradeći ceste, izazvale su kod njega veliku ljubav prema klasičnom latinskom, tako da je latinske tekstove stavljao na spomenike koje je gradio u klasici, uključujući i na grob svoga oca, umrlog 1833. godine.
Otac mu je bio učitelj u Petrinji. Poučio ga je elementima u geometriji. Već 1801. bio je pomoćni učitelj kod oca, sa samo 15 godina. Iste je godine u Beču. 
U rodnoj Petrinji završio "geometrijsku" školu. Gradnjom planinskih cesta s popratnim objektima bavi se od 1802. godine. Tad je dodijeljen pukovniji baruna Vukasovića (48. pješačka regimenta podmaršala Filipa Vukasovića), poznatog graditelja Lujzinske ceste.
Za Napoleonskih ratova nosio je čin lieutenanta i bataljunskog pobočnika. Bio je ranjen kod tvrđave Torunja. U Napoleonovoj je službi od 1810., otkad je Vojna krajina pripala Francuskoj. Brzo je postao kapetanom u Torinu. Ratovao za Napoleona u Poljskoj.
U francuskoj vojsci službovao je u francusko-ilirskoj krajiškoj regimenti br. 6, pa kao natporučnik i kao pobočnik bojnika premješten karlovačko-slunjskoj krajiškoj regimenti br. 4, a odandje iste godine u francusko-ilirsku linijsku regimentu. U Torinu je stekao čin kapetana.
Od 1814. godine povratkom Ilirskih provincija u Austriju opet je u austrijskoj vojsci, gdje službuje u Slunju u graničarskoj pukovniji (slunjska graničarska regimenta br. 4). Od 1815. je vojni inženjer kod zemaljskog graditeljstva u Zadru.
1815. austrijski upravitelj Dalmacije podmaršal barun Franjo Tomašić osobno traži da se iznimno bistrog i obrazovanog Knežića premjesti kao vojnog inženjera Zemaljskom građevinskom ravnateljstvu za Dalmaciju u Zadru. Ondje je dodijeljen zaslužnom i sposobnorn građevinskom ravnatelju inženjeru Hatzingeru.
Zaslužan za irigacijske radove: reguliranje toka rijeka Čikole i Krke, a kod isušivanje močvara uz Cetinu njegov je projekt. Izgradio je i popravio mnoge dalmatinske ceste i luke.
Od 1825. do listopada 1832. vodio je gradnju ceste preko Velebita s prijevojem preko Malog Alana, čime je bitno skraćen put, a Dalmacija konačno dobila moderniju vezu sa sjevernim hrvatskim krajevima. Cesta je bila prva suvremena cestovna spojnica sjeverne i južne Hrvatske. Izgrađena je jer su postojeće prometnice bile loše i promet iznimno otežan. Cestom se spojilo novopripojene južne hrvatske zemlje, netom pripojene od Mletačke Republike. Zbog naprednosti metoda cestogradnje kroz gotovo nemoguće uvjete cesta je dobila ime Majstorska cesta. Ovim je djelom Knežić svladao Velebit, stoljetnu zapreku jačoj izmjeni Dalmatinske i Posavske Hrvatske i po tome je prvi preteča sjedinjenja hrvatskih krajeva. Krenulo je jače strujanje Zagreb - Zadar, ne samo trgovačko i materijalno, nego i duhovno.
Gradnje planinskih cesta Sv. Rok – Mali Alan – Obrovac (Majstorska) i Karlovac – Senj (rekonstrukcija Jozefinske ceste) bile su mu kako se pokazalo preporuka za poslove koje je dobio poslije. No put mu nije bio lagan. Zbog brza napretka i iskazane sposobnosti, netkome je bio smetnjom, pa je još bio osumnjičen, oklevetan i prijevremeno umirovljen. No, već sljedeće godine hrvatski ban, barun Vlašić zove ga na izvođenje novih radova, koji su se pokazali najvećim životnim djelom Knežiću - Josipovu cestu od Karlovca u Senj.
Knežić je projektirao dvokatni kameni most u Tounju.
Radeći po Velebitu ceste, toj je planini dao dvadeset godina svog života. Knežić je stoga pod Vratnikom, iznad "Carskog vrila" sagradio kao svoju zadužbinu klasicističku crkvicu sv. Mihovila u razdoblju od 1833. do 1843. Tijekom istog razdoblja, za osuvremenjavanja Jozefinske ceste od Karlovca do Senja, dao je izgradio fontanu. Na fontani piše na hrvatskom jeziku: CESARSKO VRILLLO FERNINAND I CESAR AUSTRIJANSKI 1837 Naumio i izveo J. Cajet. Knesich C. Kr. major. Na zapadnoj strani nalazi se isti natpis, samo latinskom, a na sjevernoj strani na njemačkom. 
Izbor mjesta nije slučajan. Knežić je južno od Vratnika u jednostavnoj graničarskoj prizemnici, prekrivenoj šimlom, za vrijeme gradnje ceste između Vratnika i Senja ovdje imao svoje sjedište. Kuća u kojoj je bio smješten ured i stan, bila je tlocrtne veličine 10 x 10 m. bio je smješten ured i stan. Tu je prizemnicu narod prozvao "Majorija".
Na mjestu gdje je napravljena crkvica zaselak je dobio ime Majorija.
Vukasovićeva Terezijanska cesta nije zadovoljavajuće rješavala prometovanja, jer se promet zbog strmih dionica i dalje odvijao otežano, a i uz to je bilo velikih teškoća pri održavanju kolnika. Zbog toga su vlasti Knežiću 1841. godine, zadovoljne njegovim prijašnjim cestarskim građevinskim pothvatima, povjerile su mu izradu projekta i uprava gradnje nove suvremene ceste od Gospića do Karlobaga. Pri projektiranju mu je pomagao ondašnji graničarski natporučnik Simo Kekić, njegov prvi suradnik. 1845. je godine vodio obnovu Jozefine, drugu nakon one iz 1833. koju je vodio Josip Filip Vukasović.
Iste te 1845. godine u Senju je obnovio vodovod i klasicističku česmu na Cilnici.
Radovi na trećoj Knežićevoj prekovelebitskoj cesti trajali su između 1844. i 1851. godine, no osobno nije nazočio završetku gradnje, jer je umro 1848. godine. Ova treća cesta dobro je promišljene trase i solidno je bila izvedena, kao i sve njegove ceste, koje su zbog vješte izvedbe i danas u uporabi.  U spomen na gradnju ceste, Knežić je dao izgraditi i nekoliko posebnih objekata uz cestu, a to su fontana od klesanog kamena na izvoru potoka Ljubice te kamena kocka (Kubus, Ura)na prijevoju Starim vratima.
Iza crkvice sv. Mihovila u monolitnoj stijeni sagrađena je grobnica. Knežić je sahranjen u toj grobnici prema vlastitoj želji. Zahvalni su mu Senjani postavili spomen-ploču s natpisom:
"Mjesto od pokoja telesnih ostatakah gosp. Josipa čaetana Knežića c. kr. četnika, austrianskoga Leopoldova reda viteza, grada Senja začasnog građanina, osnovah cestah Velebitske, Josipove i Karlobaške, kao i luke senjske učinitelja i posla u proizvođenju ravnatelja rođena u Petrinji 15. veljače 1786. i preminuvšeg sa žalostju mnogih počitateljah u Senju 15. rujna leta 1848."
Nepoznati je hrvatski pjesnik posvetio pjesmu inženjeru Knežiću, objavljenu 1845. u Zagrebu u tiskari Ljudevita Gaja. Dobio je Knežić i odlikovanje, na preporuku grofa Nugenta.

## Vanjske poveznice
- Knežić, Josip Kajetan Hrvatska tehnička enciklopedija, portal hrvatske tehničke baštine. LZMK